# Кастелле (Воклюз)
Кастелле (фр. Castellet) — коммуна во французском департаменте Воклюз региона Прованс — Альпы — Лазурный Берег. Относится к кантону Апт. 

## Географическое положение

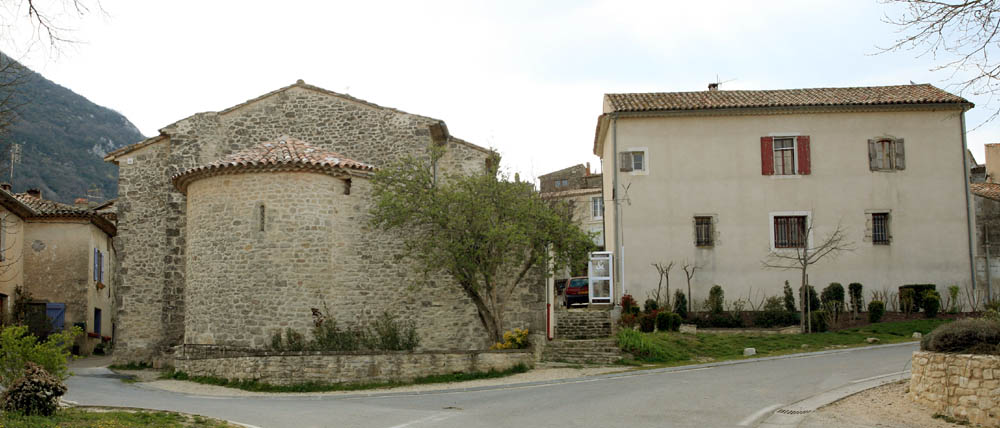
Церковь Кастелле.

Кастелле расположен в 55 км к востоку от Авиньона. Соседние коммуны: Сен-Мартен-де-Кастийон на северо-востоке, Орибо на западе, Сеньон и Апт на северо-западе.
Находится на северном отроге Люберона к северу от самой высокой горы Люберона Мурр-Негр.

## Демография
Население коммуны на 2010 год составляло 116 человек.
| 1962 | 1968 | 1975 | 1982 | 1990 | 1999 | 2010 |
| ---- | ---- | ---- | ---- | ---- | ---- | ---- |
| 65   | 62   | 53   | 72   | 108  | 106  | 116  |

## Достопримечательности
- Ворота дю-Пэи старого города.
- Развалины церкви От-де-Сен-Круа, XII век.
- Жилые дома XIII века, а также многочисленные дома XVII—XVIII веков.
- Церковь Сен-Круа XV века, могила аббата Гей.
- Остатки бывшей фаянсовой мастерской Сезара Мулена.